# Улица Дзербенес
Улица Дзе́рбенес (латыш. Dzērbenes iela) — улица в Видземском предместье города Риги, в микрорайоне Тейка. Начинается от улицы Ропажу и ведёт в юго-восточном, южном и юго-западном направлении до улицы Лиелвардес. Продолжением улицы Дзербенес служит улица Стуриша (ряд источников указывает, что участок от улицы Айзсила до улицы Лиелвардес уже относится к улице Стуриша).
Общая длина улицы составляет 1150 метров. На всём протяжении имеет асфальтовое покрытие и 2 полосы движения. На участке от Бривибас гатве до улицы Линэзера курсирует минибус маршрута № 271.

## История
Улица Дзербенес впервые упоминается в 1914 году под своим нынешним названием, данным в честь волостного центра Дзербене. Первоначально проходила только от нынешней улицы Ропажу до Бривибас гатве; дальнейшая застройка началась с развитием района Тейка, с конца 1920-х годов.
В 1963 году была переименована в улицу Академияс — в связи с тем, что здесь, при пересечении с улицей Айзкрауклес, был сформирован городок академии наук Латвийской ССР (ряд научных институтов и фундаментальная библиотека). Историческое название улицы было восстановлено в 1992 году.

## Примечательные здания

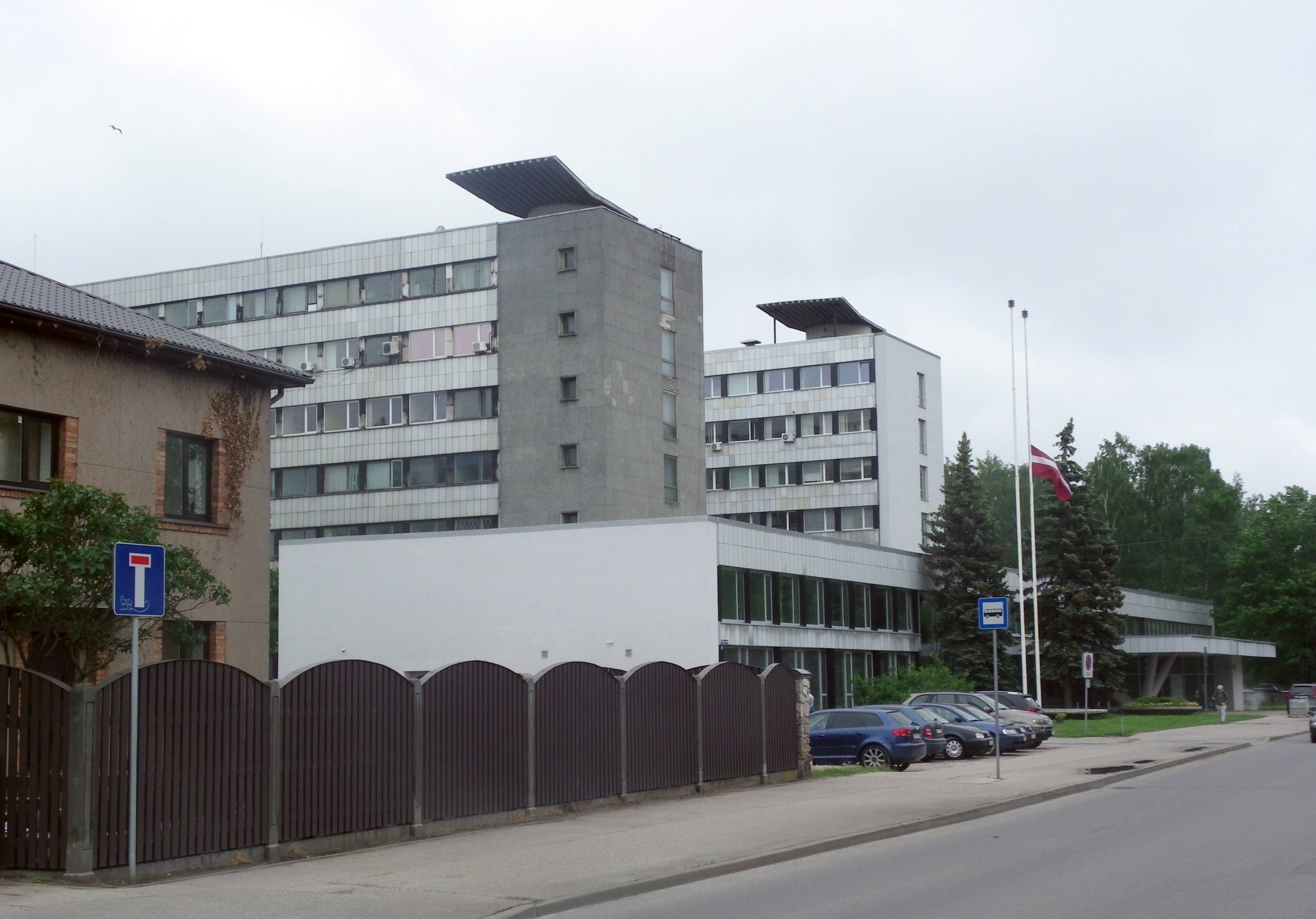
Вид на институт электроники

- Жилой дом № 11 (1935 г., архитектор А.-Н. Чуйбе[латыш.]) является охраняемым памятником архитектуры местного значения[4].
- Дом № 14 — институт электроники и компьютерных наук (латыш. Elektronikas un datorzinātņu institūts[5]), бывший институт электроники и вычислительной техники АН Латвийской ССР.
- Угловое здание Айзкрауклес 23 — институт механики полимеров Латвийского университета.
- Дом № 27 — Латвийский государственный институт химии древесины.

## Прилегающие улицы
Улица Дзербенес пересекается со следующими улицами:
- Улица Ропажу
- Улица Цаунес
- Бривибас гатве
- Улица Куршу
- Улица Земгалю
- Улица Ленькя
- Улица Айзкрауклес
- Улица Линэзера
- Улица Айзприежу
- Улица Криву
- Улица Айзсила
- Улица Лиелвардес